# Morocco Mall
Morocco Mall (en árabe: مول المغرب) es el centro comercial más grande de África,  con 200.000m² de superficie, situado en Casablanca, Marruecos. Fue inaugurado el 1 de diciembre de 2011 y diseñado por el arquitecto Davide Padoa de Design International, un estudio de arquitectura global con sede en Londres. Kuncara Wicaksana, bajo la dirección de Davide Padoa, desarrolló el concepto arquitectónico hasta la etapa de desarrollo del diseño. La coordinación de obra del proyecto estuvo a cargo de Miguel Fernandes y Catia Zizzi.
El centro comercial tiene tanto tiendas de moda prêt-à-porter, como Louis Vuitton o Gucci, como de moda rápida como H&M o Zara. Su tienda de Galeries Lafayette recibió el récord Guinness de «la fachada de tienda más grande dentro de una tienda», aunque ésta cerró sus puertas en 2016.